# Беззубов, Геннадий Петрович
Беззубов, Геннадий Петрович / Гедалья бен Песах (род. 1946, Москва) — израильский поэт, журналист.

## Биография
Жил в Киеве и Ленинграде. Окончил Киевский институт культуры, работал в киевских и ленинградских газетах. С 1990 г. в Иерусалиме.
Автор изданных в Иерусалиме книг: «Амнистия слова» (1992), «Случайный свидетель» (1997), «Полдень: Поэма» (1997), «Вместо дружеских писем» (2001), «Позднее среднегорье» (Иерусалим, «Швиль», 5766/2006).
Публикации: до 1987 года — журналы ленинградского самиздата и антология К. Кузьминского «У Голубой лагуны», после 1987 — журналы «Новый мир», «22», «Ариэль», «Иерусалимский журнал», «Новый век», «Интерпоэзия», альманахи — «День поэзии», «Молодой Ленинград», «Скопус-2», «Иерусалимский поэтический альманах», «Егупец», антологии — «Строфы века», «Самиздат века», «Свет двуединый», «Сто русских поэтов о Киеве», «Ориентация на местности», «Освобождённый Улисс», «Антология поэзии Израиль 2005».
Переводы с иврита опубликованы в «Антологии ивритской литературы».